# 學甲蜀葵花文化節
學甲蜀葵花文化節是台南市學甲區光華社區舉辦的文化節，起初由民間發起，配合休耕農地活化政策，在休耕區種植佔地五公頃的蜀葵花，自籌經費舉辦。後獲得學甲區公所、農會以及農業局支持，於花期間舉辦各類產業文化活動，同時結合約二十公頃的小麥田、油菜花、仙草花等。后由台南地檢署專案支援蜀葵花種植，由約100名易服勞役人員參與支援蜀葵花種植及維護。

## 蜀葵花文化季相片

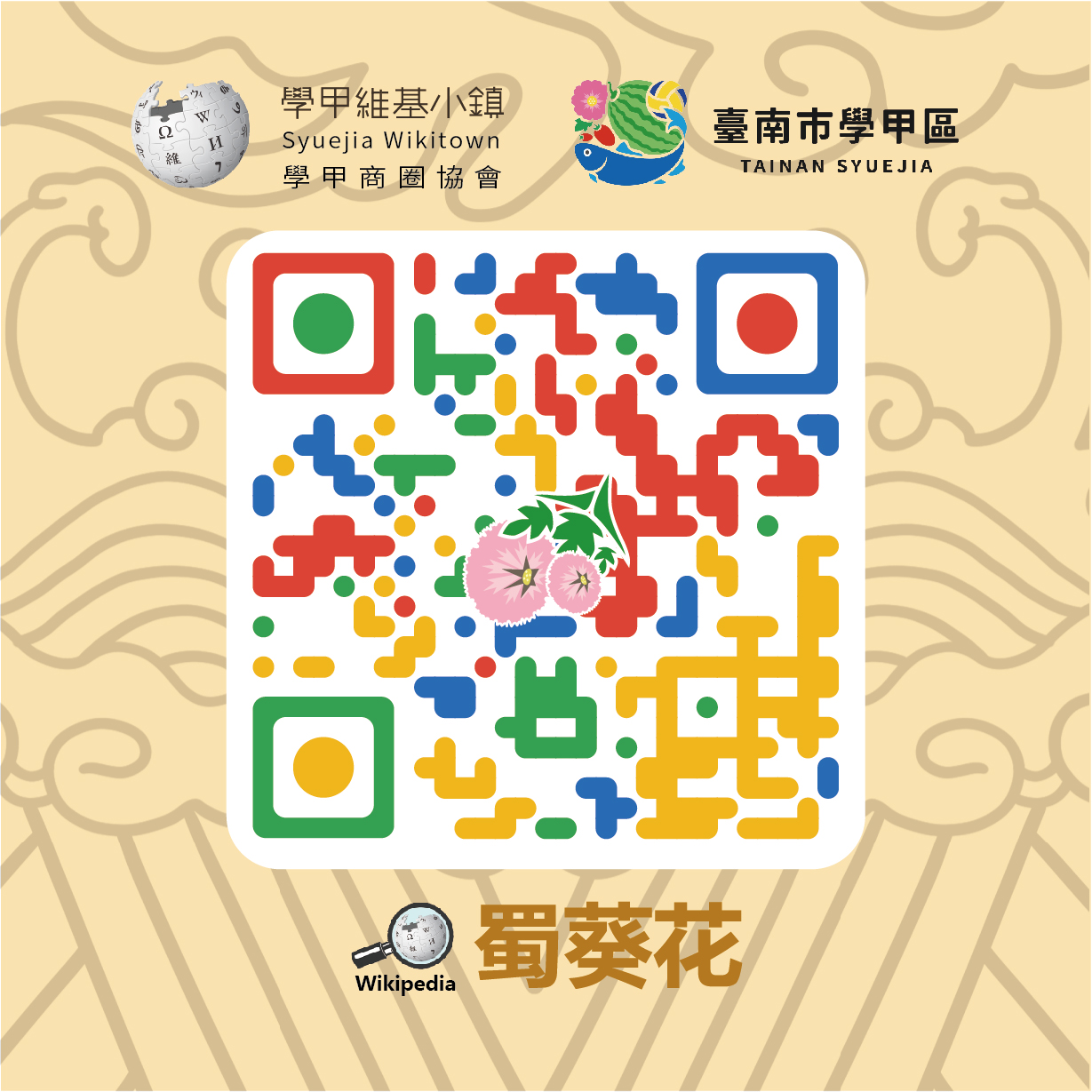
蜀葵花 -學甲維基小鎮彩色2維條碼瓷牌
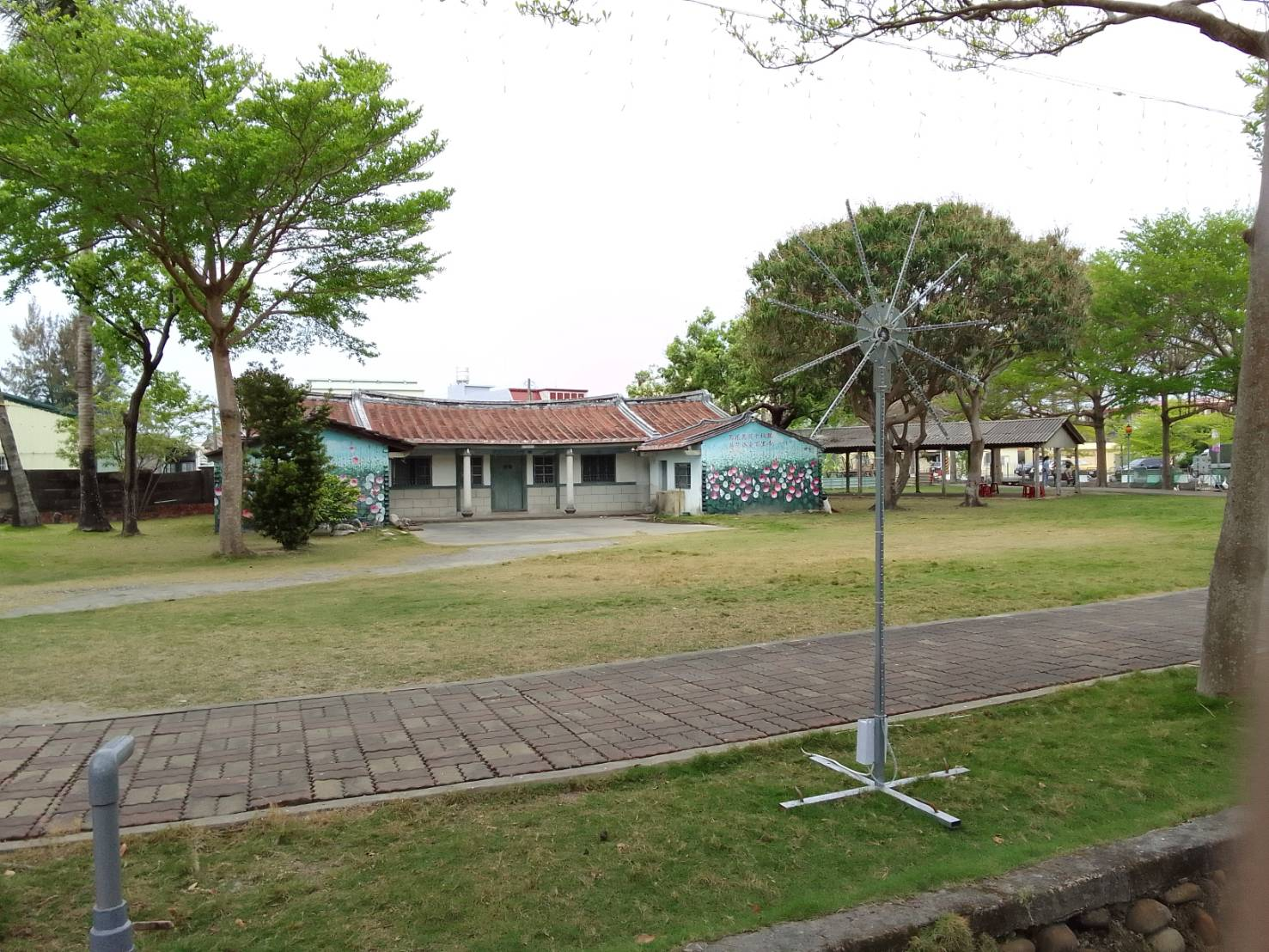
蜀葵花文化季會場-1
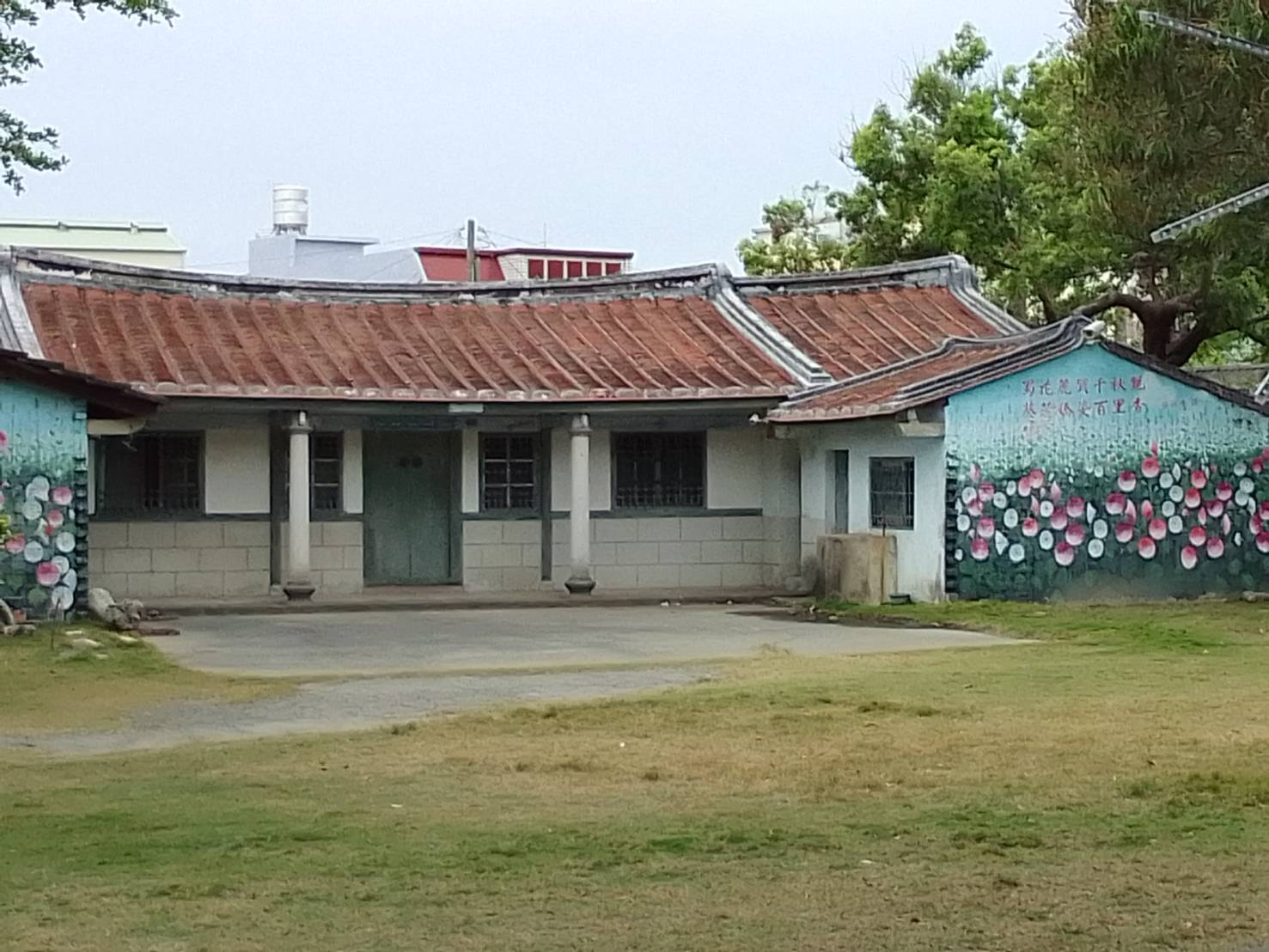
蜀葵花文化季會場-2
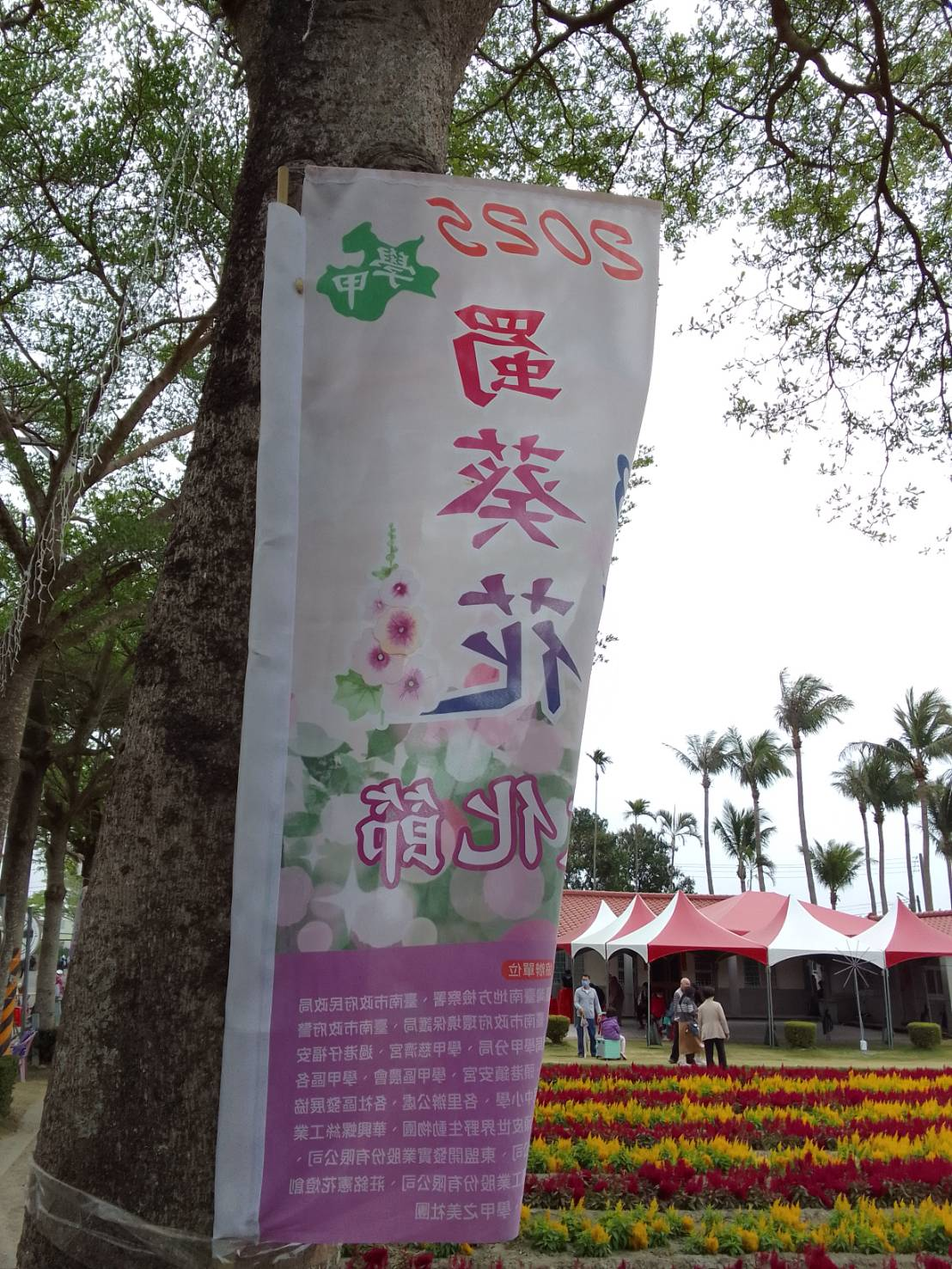
學甲蜀葵文化季-宣傳旗幟
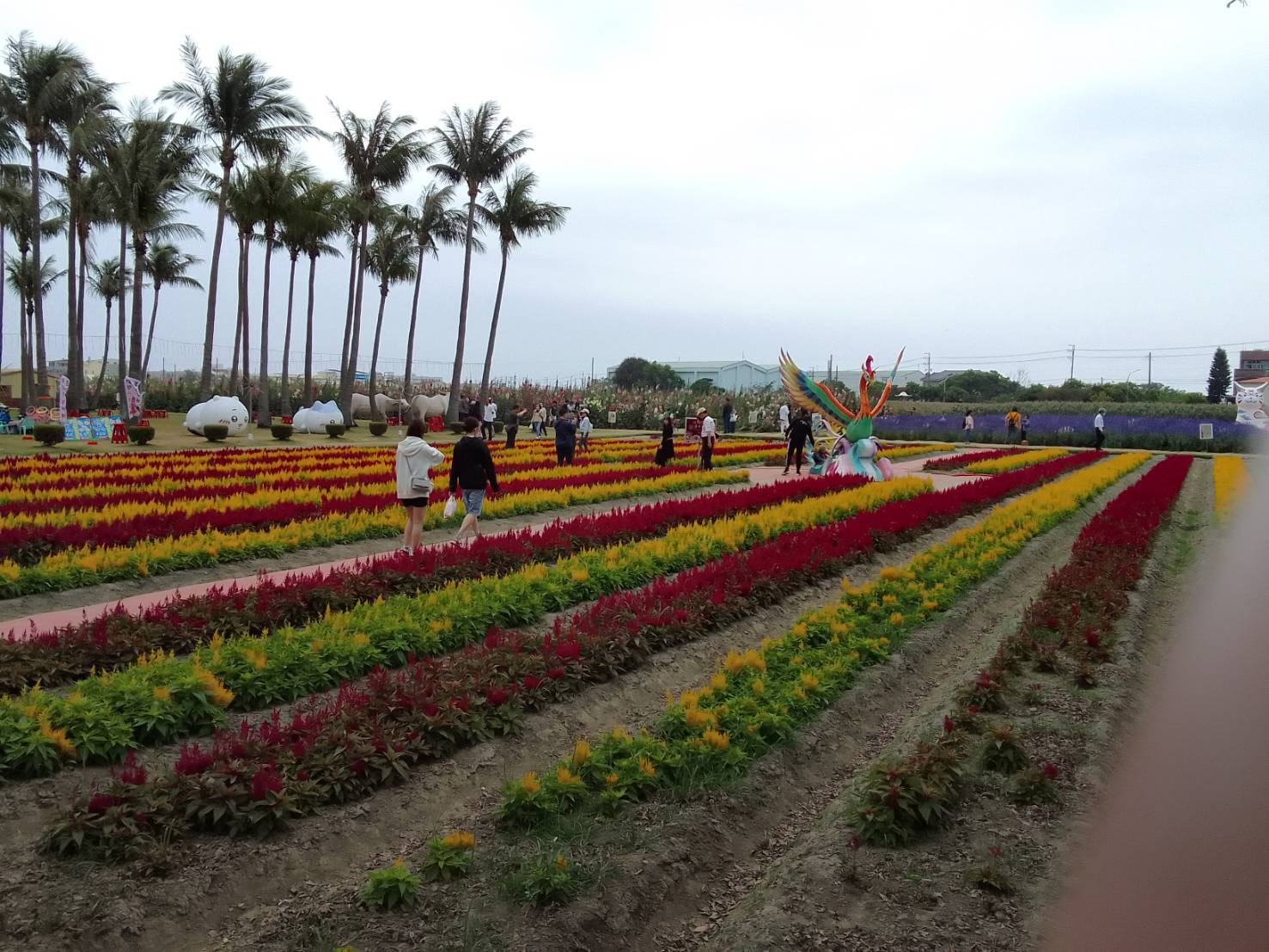
學甲蜀葵文化季-花海-2
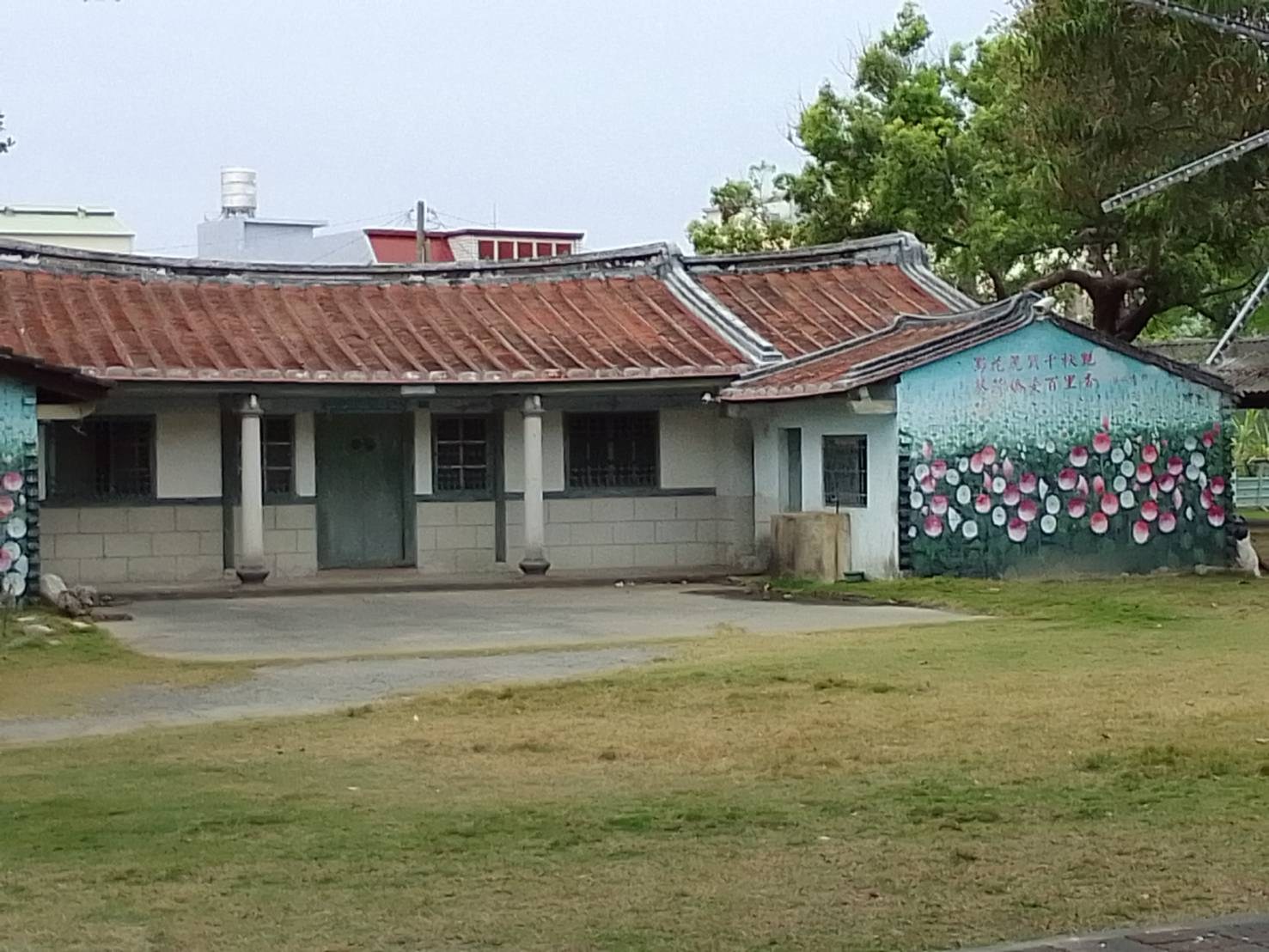
學甲蜀葵文化季-活動區域內傳統民房
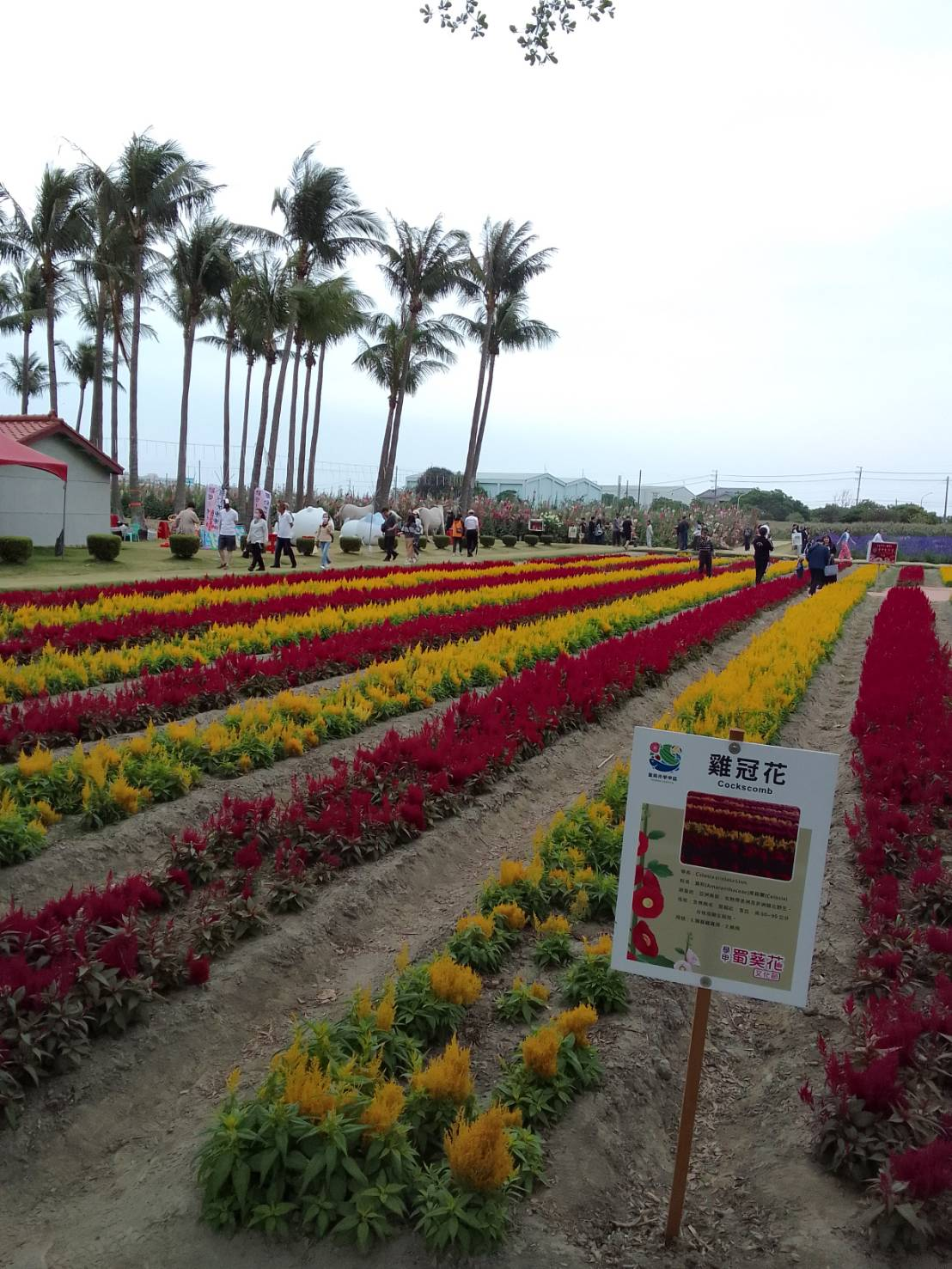
學甲蜀葵文化季-花海-1